# Associatie van Engels raaigras en grote weegbree
De associatie van Engels raaigras en grote weegbree (Plantagini-Lolietum) is een associatie uit het varkensgras-verbond (Polygonion avicularis). De associatie omvat eutrafente tredvegetatie met overwegend een graslandkarakter. Het is de centrale associatie van het verbond.

## Naamgeving en codering
- Syntaxoncode voor Nederland (rVvN): r12Aa01

De wetenschappelijke naam Plantagini-Lolietum is afgeleid van de botanische namen van twee belangrijke plantensoorten van de associatie; dit zijn grote weegbree (Plantago major) en Engels raaigras (Lolium perenne).

## Fysiognomie
De associatie van Engels raaigras en grote weegbree heeft een zeer variabele fysiognomie. De vegetatiestructuur kan zeer open zijn maar ook volledig gesloten. Doorgaans blijft de vegetatie erg laag.

## Ecologie
De associatie van Engels raaigras en grote weegbree is een uitgesproken voorbeeld van een tredgemeenschap. De associatie ontwikkelt zich op allerlei typen (midden)bermen, paden, parkeerplaatsen, gazons, en tussen grasbeton.

## Subassociaties in Nederland en Vlaanderen

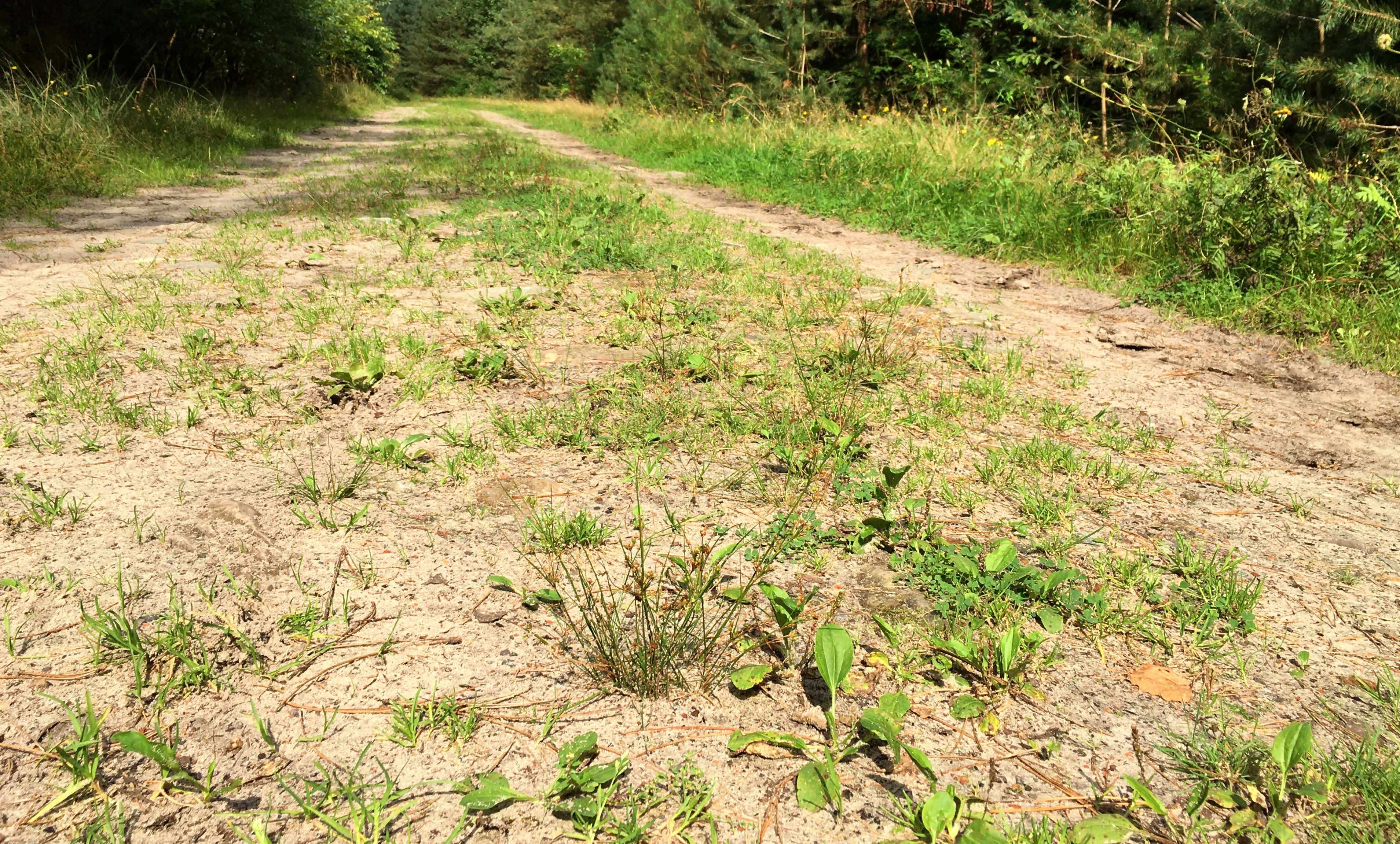
Een ijle tredvegetatie van de subassociatie met tengere rus.

Van de associatie van Engels raaigras en grote weegbree komen in Nederland en Vlaanderen vijf subassociaties voor.

### Typische subassociatie
Een typische subassociatie (Plantagini-Lolietum typicum) heeft geen differentiërende taxa.

### Subassociatie met tengere rus
Een subassociatie met tengere rus (Plantagini-Lolietum juncetosum tenuis) heeft als differentiërende taxa tengere rus, gewoon struisgras, greppelrus en moerasdroogbloem.

### Subassociatie met wilde cichorei
Een subassociatie met wilde cichorei (Plantagini-Lolietum cichorietosum) heeft als differentiërende taxa wilde cichorei, duizendblad, wilde peen, heermoes, gewone berenklauw, hopklaver en rood zwenkgras.

### Subassociatie met stomp kweldergras
Een subassociatie met stomp kweldergras (Plantagini-Lolietum puccinellietosum distantis) heeft als differentiërend taxon stomp kweldergras. Echte kamille, spiesmelde en uitstaande melde zijn zwak differentiërend.

### Subassociatie met hertshoornweegbree
Een subassociatie met hertshoornweegbree (Plantagini-Lolietum plantaginietosum coronopodis) heeft als differentiërende soort hertshoornweegbree.

## Fotogalerij

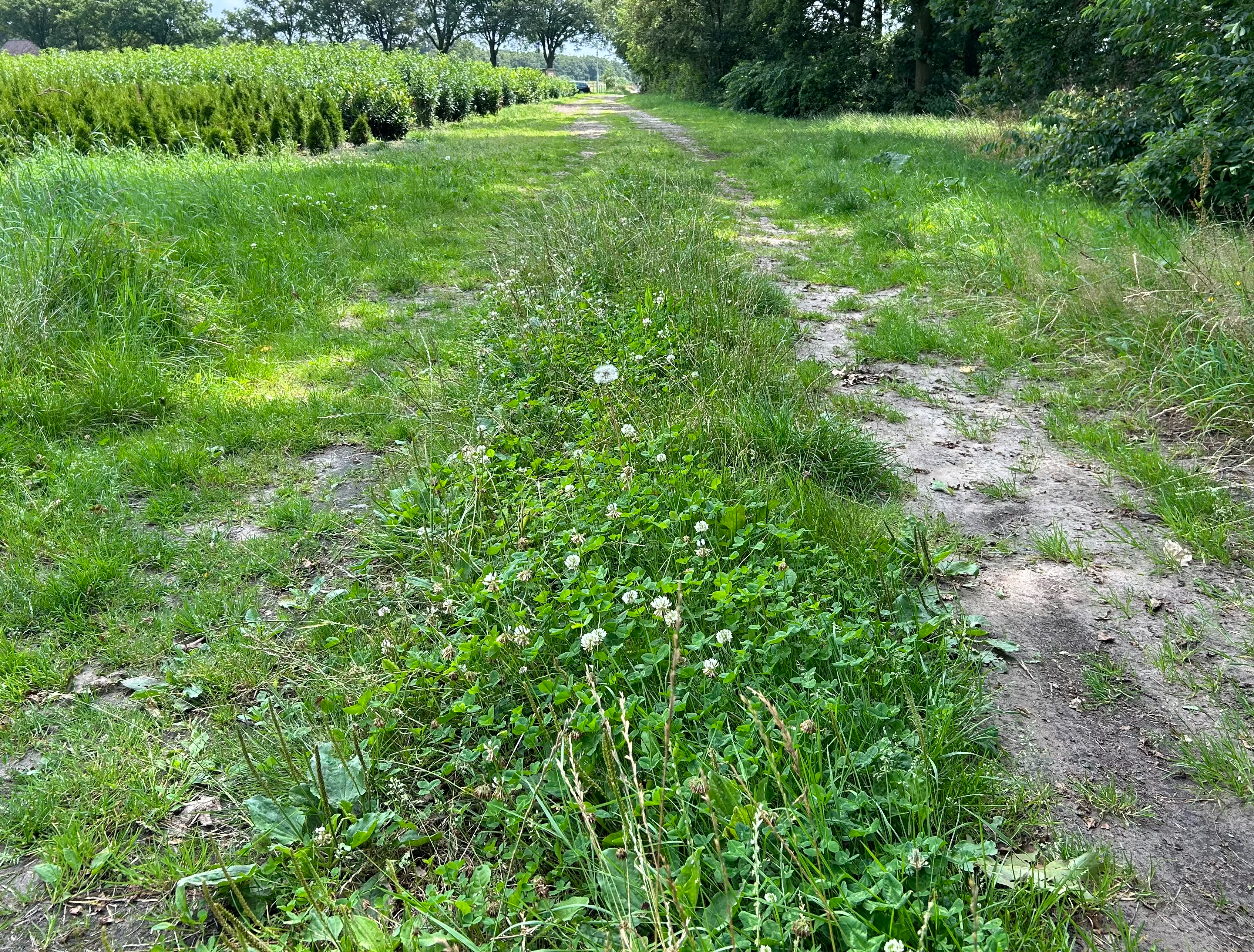
Zomeraspect van de typische subassociatie
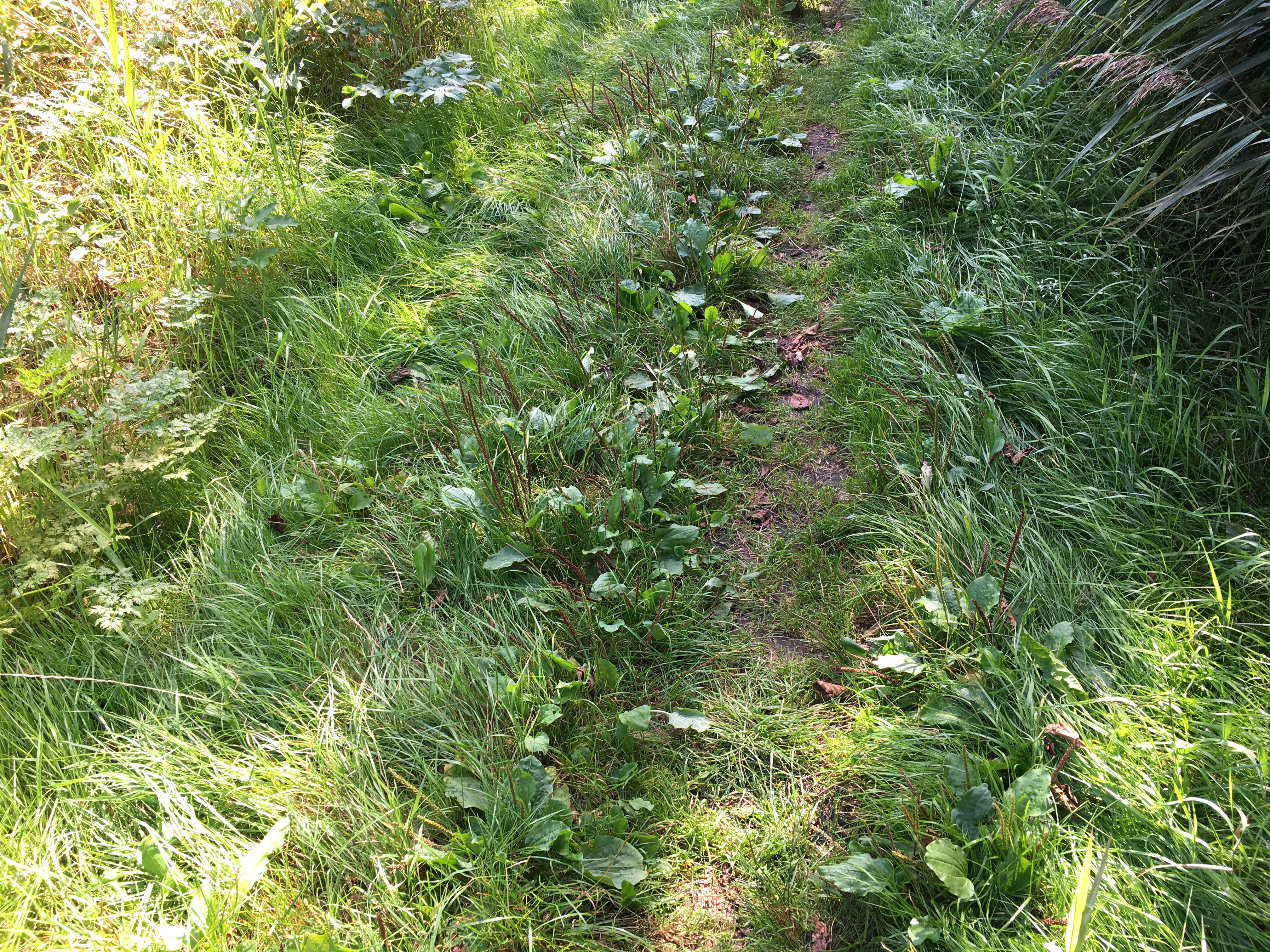
De associatie op een bospad
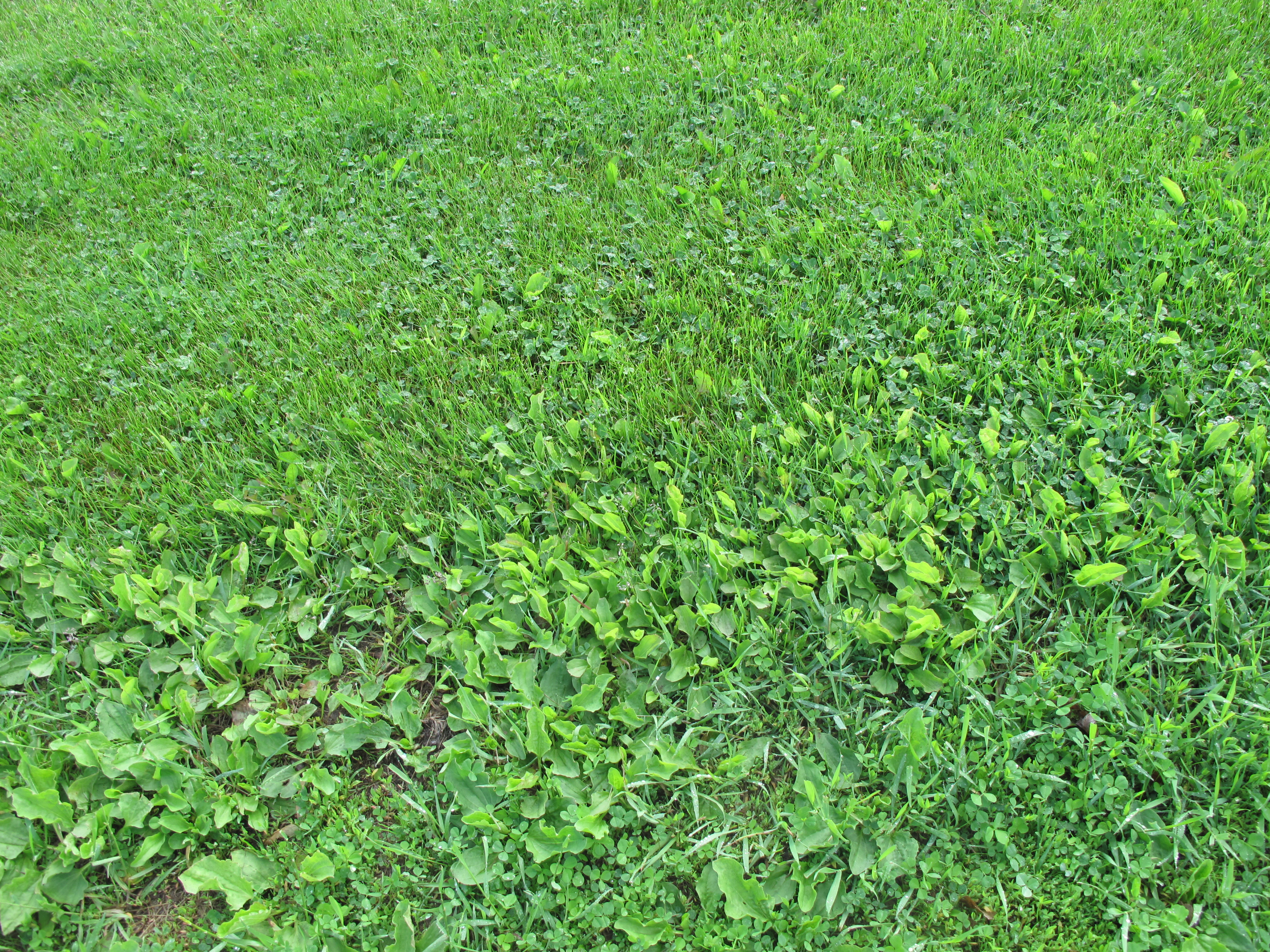
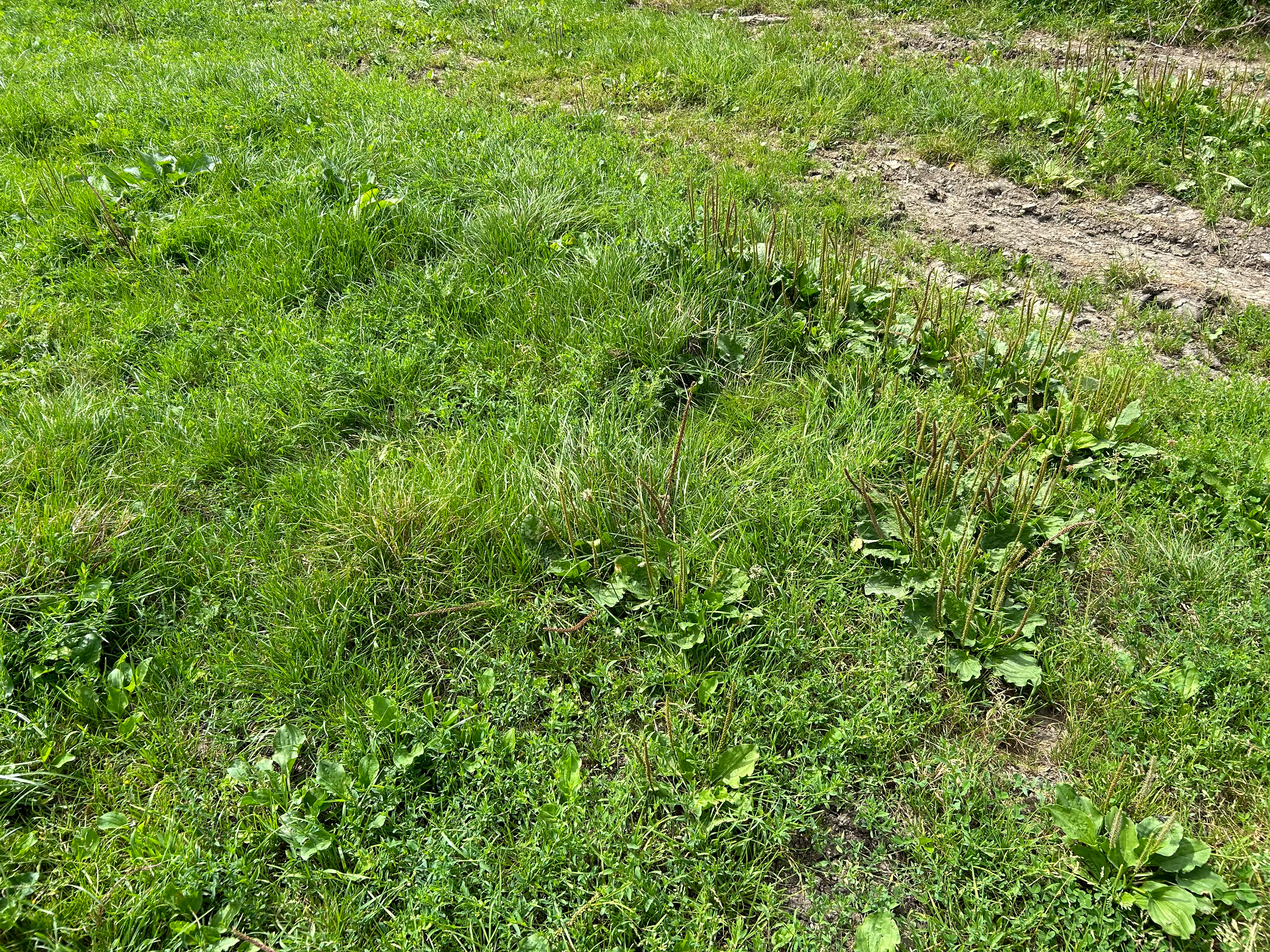
Zomeraspect van de typische subassociatie